# Pinzberg
Pinzberg è un comune tedesco di 1 931 abitanti, situato nel land della Baviera.